# Bruno Bandini
Bruno Bandini (Faenza, 1889 – Buenos Aires, 1969) è stato un musicista e insegnante argentino di origine italiana.

## Biografia
Figlio di Antonio e di Rosa Maccolini, Bruno Bandini si trasferì a Buenos Aires da giovane con i genitori. Nel 1905 si laureò in viola presso l'Istituto di musica di Santa Cecilia, avendo seguito i corsi dei maestri Galvani, Cattaneo e Troiani, e subito dopo fu nominato professore presso lo stesso istituto. Il suo primo notevole recital fu eseguito nel 1909 nel salone della Società degli Operai Italiani di Buenos Aires. Bruno Bandini fu membro di varie orchestre, inizialmente di piccole orchestre locali e poi della famosa orchestra del Teatro Colón quanto solista di viola, e con la quale rimase legato tutta la sua vita. Inoltre fu solista di viola presso l'orchestra filarmonica dell'Asociación del Profesorado Orquestal. Bruno Bandini fu anche tra i fondatori del conservatorio nazionale di musica e arti sceniche nel 1924, presso il quale fu professore fino al suo pensionamento. Fu anche professore presso l'Instituto nacional de ciegos (nel 1914), presso il Conservatorio di musica Thibaud-Piazzini (nel 1916) e presso il Conservatorio municipale Manuel de Falla (a partire dal 1930).
Oltre alle sue attività pedagogiche (scolastiche e private), Bruno svolse parecchie altre attività, per esempio si impegnò nell'organizzazione delle orchestre da camera e sinfonica della Radio Nacional Argentina (la radio statale argentina). Contribuì anche alla fondazione dell'orchestra Miguel Gianneo sotto gli auspici della Società Lago di Como di Buenos Aires.
Nel 1951 ricevette il primo premio per il miglior disco con "Impresiones de la Puna" di Alberto Ginastera.